# Discografia delle Bananarama
La discografia delle Bananarama è composta da 12 album registrati in studio a partire dal 1983, 16 raccolte, 2 album dal vivo, 2 EP, 51 singoli e 4 video-album.

## Album

### Album in studio
| Deep Sea Skiving - Pubblicazione: 7 marzo 1983 - Etichetta: London - Formato: LP, musicassetta, CD    | 8  | 85  | 48 | —  | —  | —  | —  | —  | 63 | - Regno Unito: Argento                                  |
| Bananarama - Pubblicazione: 16 aprile 1984 - Etichetta: London - Formato: LP, musicassetta, CD        | 16 | 99  | —  | 45 | 15 | —  | —  | 9  | 30 | - Regno Unito: Argento                                  |
| True Confessions - Pubblicazione: 30 giugno 1986 - Etichetta: London - Formato: LP, musicassetta, CD  | 46 | 19  | 10 | 25 | 43 | 33 | —  | 6  | 15 | - Regno Unito: Oro - Stati Uniti: Oro - Canada: Platino |
| Wow! - Pubblicazione: 4 settembre 1987 - Etichetta: London - Formato: LP, musicassetta, CD            | 26 | 1   | 32 | 65 | —  | 38 | 31 | 22 | 44 | - Regno Unito: Oro - Canada: Oro                        |
| Pop Life - Pubblicazione: 18 maggio 1991 - Etichetta: London - Formato: LP, musicassetta, CD          | 42 | 146 | —  | —  | —  | —  | 37 | —  | —  |                                                         |
| Please Yourself - Pubblicazione: 3 aprile 1993 - Etichetta: London - Formato: LP, musicassetta, CD    | 46 | —   | —  | 95 | —  | —  | —  | —  | —  |                                                         |
| Ultra Violet - Pubblicazione: 21 agosto 1995 - Etichetta: Avex Trax - Formato: LP, musicassetta, CD   | —  | —   | —  | —  | —  | —  | —  | —  | —  |                                                         |
| Exotica - Pubblicazione: 12 marzo 2001 - Etichetta: M6 Interactions - Formato: musicassetta, CD       | —  | —   | —  | —  | —  | —  | —  | —  | —  |                                                         |
| Viva - Pubblicazione: 14 settembre 2009 - Etichetta: Fascination - Formato: LP, CD, download digitale | 87 | —   | —  | —  | —  | —  | —  | —  | —  |                                                         |
| In Stereo - Pubblicazione: 19 aprile 2019 - Etichetta: In Synk - Formato: LP, CD, download digitale   | 29 | —   | —  | —  | —  | —  | —  | —  | —  |                                                         |
| Masquerade - Pubblicazione: 22 luglio 2022 - Etichetta: In Synk - Formato: LP, CD, download digitale  | 22 | 83  | —  | —  | —  | —  | —  | —  | —  |                                                         |
| "—" indica che l'album non si è classificato in quel Paese.                                           |    |     |    |    |    |    |    |    |    |                                                         |

### Album dal vivo
- Live at the London Eventim Hammersmith Apollo (2018, Live Here Now)
- Live in Stereo (2019, In Synk)

### Raccolte
| The Greatest Hits Collection - Pubblicazione: 14 ottobre 1988 - Etichetta: London - Formato: LP, musicassetta, CD                                            | 3  | 21 | —   | 68 | 43 | 36 | 7 | 43 | 151 | - Regno Unito: 3X Platino - Stati Uniti: Oro - Canada: Oro - Australia: Platino |
| The Greatest Remixes Collection - Pubblicazione: 1990 - Etichetta: PolyGram - Formato: LP, musicassetta, CD                                                  | —  | —  | —   | —  | —  | —  | — | —  | —   |                                                                                 |
| Bunch of Hits - Pubblicazione: 13 marzo 1993 - Etichetta: Spectrum - Formato: musicassetta, CD                                                               | —  | —  | —   | —  | —  | —  | — | —  | —   |                                                                                 |
| Master Series - Pubblicazione: 1º aprile 1996 - Etichetta: London - Formato: CD                                                                              | —  | —  | —   | —  | —  | —  | — | —  | —   |                                                                                 |
| The Very Best of Bananarama - Pubblicazione: 15 ottobre 2001 - Etichetta: Warner Strategic Marketing/London - Formato: CD                                    | 61 | —  | —   | —  | —  | —  | — | —  | —   | - Regno Unito: Argento                                                          |
| The Essentials - Pubblicazione: 18 giugno 2002 - Etichetta: Rhino - Formato: CD                                                                              | —  | —  | —   | —  | —  | —  | — | —  | —   |                                                                                 |
| Venus and Other Hits - Pubblicazione: 10 ottobre 2003 - Etichetta: Flashback - Formato: CD                                                                   | —  | —  | —   | —  | —  | —  | — | —  | —   |                                                                                 |
| Really Saying Something: The Platinum Collection - Pubblicazione: 27 settembre 2005 - Etichetta: Warner Strategic Marketing - Formato: CD, download digitale | —  | —  | —   | —  | —  | —  | — | —  | —   |                                                                                 |
| The Twelve Inches of Bananarama - Pubblicazione: 2 ottobre 2006 - Etichetta: Rhino - Formato: CD, download digitale                                          | —  | —  | —   | —  | —  | —  | — | —  | —   |                                                                                 |
| Drama Remixes Volume One - Pubblicazione: 10 ottobre 2006 - Etichetta: The Lab - Formato: CD                                                                 | —  | —  | —   | —  | —  | —  | — | —  | —   |                                                                                 |
| Greatest Hits & More More More - Pubblicazione: 7 maggio 2007 - Etichetta: Warner Music TV - Formato: CD, download digitale                                  | —  | —  | —   | —  | —  | —  | — | —  | —   |                                                                                 |
| The Works - Pubblicazione: 5 novembre 2007 - Etichetta: Rhino - Formato: CD, download digitale                                                               | —  | —  | —   | —  | —  | —  | — | —  | —   |                                                                                 |
| Bananarama: The Collection - Pubblicazione: 12 dicembre 2011 - Etichetta: Rhino - Formato: CD, download digitale                                             | —  | —  | —   | —  | —  | —  | — | —  | —   |                                                                                 |
| 30 Years of Bananarama - Pubblicazione: 9 luglio 2012 - Etichetta: Rhino - Formato: CD+DVD, download digitale                                                | 62 | —  | —   | —  | —  | —  | — | —  | —   |                                                                                 |
| Megarama: The Mixes - Pubblicazione: 16 marzo 2015 - Etichetta: Edsel - Formato: CD, download digitale                                                       | 98 | —  | —   | —  | —  | —  | — | —  | —   |                                                                                 |
| In a Bunch: The Singles 1981–1993 - Pubblicazione: 28 agosto 2015 - Etichetta: Edsel, Rhino - Formato: CD, download digitale                                 | —  | —  | —   | —  | —  | —  | — | —  | —   |                                                                                 |
| Glorious: The Ultimate Collection - Pubblicazione: 8 marzo 2024 - Etichetta: London - Formato: LP, CD, download digitale                                     | 30 | —  | 151 | —  | —  | —  | — | —  | —   |                                                                                 |
| "—" indica che l'album non si è classificato in quel Paese.                                                                                                  |    |    |     |    |    |    |   |    |     |                                                                                 |

## Extended play
- The 12'' Mixes (1991, Liberation)
- Now or Never (2012, In a Bunch)

## Singoli
| Anno                                                                          | Titolo                                                                   | Classifiche | Classifiche | Classifiche   | Classifiche | Classifiche | Classifiche | Classifiche | Classifiche | Classifiche | Classifiche | Classifiche |          | Certificazioni                           | Album di provenienza              |
| Anno                                                                          | Titolo                                                                   | UK          | AUS         | BEL (Fiandre) | GER         | IRE         | NL          | NOR         | NZ          | SVE         | CH          | US          | US Dance | Certificazioni                           | Album di provenienza              |
| ----------------------------------------------------------------------------- | ------------------------------------------------------------------------ | ----------- | ----------- | ------------- | ----------- | ----------- | ----------- | ----------- | ----------- | ----------- | ----------- | ----------- | -------- | ---------------------------------------- | --------------------------------- |
| 1981                                                                          | Aie a Mwana                                                              | —           | —           | —             | —           | —           | —           | —           | —           | —           | —           | —           | 66       |                                          | Deep Sea Skiving                  |
| 1982                                                                          | It Ain't What You Do (It's the Way That You Do It) (con i Fun Boy Three) | 4           | 55          | 3             | —           | —           | 3           | —           | 37          | —           | —           | —           | —        | - Regno Unito: Argento                   | Fun Boy Three                     |
| 1982                                                                          | Really Saying Something (feat. Fun Boy Three)                            | 5           | 74          | 7             | —           | 9           | 16          | —           | —           | —           | —           | —           | 16       | - Regno Unito: Argento                   | Deep Sea Skiving                  |
| 1982                                                                          | Shy Boy                                                                  | 4           | 2           | 6             | —           | 8           | 12          | —           | 5           | —           | —           | 83          | 14       | - Regno Unito: Argento                   | Deep Sea Skiving                  |
| 1982                                                                          | Cheers Then                                                              | 45          |             | —             | —           | —           | —           | —           | —           | —           | —           | —           | —        |                                          | Deep Sea Skiving                  |
| 1983                                                                          | Na Na Hey Hey Kiss Him Goodbye                                           | 5           | 38          | 29            | —           | 4           | —           | —           | 29          | —           | —           | —           | —        |                                          | Deep Sea Skiving                  |
| 1983                                                                          | Cruel Summer                                                             | 8           | 32          | 40            | 24          | 7           | 48          | —           | 32          | —           | —           | 9           | 11       |                                          | Bananarama                        |
| 1984                                                                          | Robert De Niro's Waiting...                                              | 3           | 40          | 34            | 7           | 8           | 22          | —           | —           | —           | 8           | 95          | —        | - Regno Unito: Argento                   | Bananarama                        |
| 1984                                                                          | Rough Justice                                                            | 23          |             | 19            | 63          | 24          | 16          | —           | —           | —           | —           | —           | —        |                                          | Bananarama                        |
| 1984                                                                          | Hot Line to Heaven                                                       | 58          |             | —             | —           | —           | —           | —           | —           | —           | —           | —           | —        |                                          | Bananarama                        |
| 1984                                                                          | The Wild Life                                                            | —           |             | —             | —           | —           | —           | —           | —           | —           | —           | 70          | —        |                                          | Bananarama                        |
| 1985                                                                          | Do Not Disturb                                                           | 31          |             | —             | —           | 22          | —           | —           | —           | —           | —           | —           | —        |                                          | True Confessions                  |
| 1986                                                                          | Venus                                                                    | 8           | 1           | 6             | 2           | 12          | 5           | 4           | 1           | 9           | 1           | 1           | 1        | - Regno Unito: Argento - Canada: Platino | True Confessions                  |
| 1986                                                                          | More Than Physical                                                       | 41          | 28          | —             | 38          | 25          | —           | —           | —           | —           | —           | 73          | 5        |                                          | True Confessions                  |
| 1987                                                                          | A Trick of the Night                                                     | 32          | 99          | —             | —           | 24          | —           | —           | —           | —           | —           | 76          | 39       |                                          | True Confessions                  |
| 1987                                                                          | I Heard a Rumour                                                         | 14          | 32          | 27            | 37          | 9           | 16          | —           | 8           | 10          | 10          | 4           | 3        |                                          | Wow!                              |
| 1987                                                                          | Love in the First Degree                                                 | 3           | 5           | 9             | 21          | 6           | 12          | 10          | 11          | 15          | 18          | 48          | 10       | - Regno Unito: Argento                   | Wow!                              |
| 1987                                                                          | I Can't Help It                                                          | 20          | 27          | 13            | 31          | 12          | 30          | —           | —           | —           | —           | 47          | 7        |                                          | Wow!                              |
| 1988                                                                          | I Want You Back                                                          | 5           | 3           | 40            | 29          | 3           | 49          | —           | 10          | —           | 23          | —           | —        |                                          | Wow!                              |
| 1988                                                                          | Love, Truth and Honesty                                                  | 23          | 32          | —             | 42          | 12          | 87          | —           | 20          | —           | 25          | 89          | 26       |                                          | Greatest Hits Collection          |
| 1988                                                                          | Nathan Jones                                                             | 15          | 59          | 22            | —           | 16          | 73          | —           | 22          | —           | —           | —           | —        |                                          | Greatest Hits Collection          |
| 1989                                                                          | Help! (feat. Lananeeneenoonoo)                                           | 3           | 25          | 9             | 8           | 2           | 24          | 6           | 35          | 2           | 8           | —           | —        | - Regno Unito: Argento                   | Greatest Hits Collection          |
| 1989                                                                          | Cruel Summer '89                                                         | 19          | 158         | —             | 24          | 16          | —           | —           | —           | —           | 22          | —           | —        | - Regno Unito: Argento                   | —                                 |
| 1990                                                                          | Only Your Love                                                           | 27          | 51          | —             | —           |             | —           | —           | 49          | —           | —           | —           | —        |                                          | Pop Life                          |
| 1990                                                                          | Preacher Man                                                             | 20          | 147         | 40            | 46          | 11          | —           | —           | —           | —           | —           | —           | —        |                                          | Pop Life                          |
| 1991                                                                          | Long Train Running                                                       | 30          | 179         | 47            | 45          | 18          | —           | —           | —           | —           | —           | —           | —        |                                          | Pop Life                          |
| 1991                                                                          | Tripping on Your Love                                                    | —           |             | —             | —           | —           | —           | —           | —           | —           | —           | —           | 14       |                                          | Pop Life                          |
| 1992                                                                          | Movin' On                                                                | 24          | 177         | 33            | 52          | —           | 34          | —           | —           | —           | —           | —           | —        |                                          | Please Yourself                   |
| 1992                                                                          | Last Thing on My Mind                                                    | 71          |             | —             | 63          | —           | 47          | —           | —           | —           | —           | —           | —        |                                          | Please Yourself                   |
| 1993                                                                          | More, More, More                                                         | 24          |             | —             | 65          | 16          | —           | —           | —           | —           | —           | —           | —        |                                          | Please Yourself                   |
| 1995                                                                          | Every Shade of Blue                                                      | —           | 124         | —             | —           | —           | —           | —           | —           | —           | —           | —           | —        |                                          | Ultra Violet                      |
| 1995                                                                          | Take Me to Your Heart                                                    | —           | 180         | —             | —           | —           | —           | —           | —           | —           | —           | —           | —        |                                          | Ultra Violet                      |
| 2005                                                                          | Move in My Direction                                                     | 14          | 41          | 25            | 93          | —           | 67          | —           | —           | —           | —           | —           | 14       |                                          | Drama                             |
| 2005                                                                          | Look on the Floor (Hypnotic Tango)                                       | 26          | 95          | —             | —           | —           | —           | —           | —           | —           | —           | —           | 2        |                                          | Drama                             |
| 2009                                                                          | Love Comes                                                               | 44          | —           | —             | —           | —           | —           | —           | —           | —           | —           | —           | —        |                                          | Viva                              |
| 2010                                                                          | Love Don't Live Here                                                     | —           | —           | —             | —           | —           | —           | —           | —           | —           | —           | —           | —        |                                          | Viva                              |
| 2010                                                                          | Baby It's Christmas                                                      | —           | —           | —             | —           | —           | —           | —           | —           | —           | —           | —           | —        |                                          | —                                 |
| 2012                                                                          | Now or Never                                                             | —           | —           | —             | —           | —           | —           | —           | —           | —           | —           | —           | —        |                                          | Now or Never                      |
| 2019                                                                          | Stuff Like That                                                          | —           | —           | —             | —           | —           | —           | —           | —           | —           | —           | —           | —        |                                          | In Stereo                         |
| 2019                                                                          | Looking for Someone                                                      | —           | —           | —             | —           | —           | —           | —           | —           | —           | —           | —           | —        |                                          | In Stereo                         |
| 2022                                                                          | Masquerade                                                               | —           | —           | —             | —           | —           | —           | —           | —           | —           | —           | —           | —        |                                          | Masquerade                        |
| 2022                                                                          | Forever Young                                                            | —           | —           | —             | —           | —           | —           | —           | —           | —           | —           | —           | —        |                                          | Masquerade                        |
| 2022                                                                          | Running with the Night                                                   | —           | —           | —             | —           | —           | —           | —           | —           | —           | —           | —           | —        |                                          | Masquerade                        |
| 2023                                                                          | Feel the Love                                                            | —           | —           | —             | —           | —           | —           | —           | —           | —           | —           | —           | —        |                                          | Glorious: The Ultimate Collection |
| 2024                                                                          | Supernova                                                                | —           | —           | —             | —           | —           | —           | —           | —           | —           | —           | —           | —        |                                          | Glorious: The Ultimate Collection |
| "—" indica una pubblicazione non classificata o non pubblicata in quel Paese. |                                                                          |             |             |               |             |             |             |             |             |             |             |             |          |                                          |                                   |

## Video album
- And That's Not All... (1984, London)
- The Video Singles (1987, London)
- The Greatest Hits Collection (1988, London)
- 30 Years of Bananarama (2012, London)